# 山本亮平
山本 亮平（やまもと りょうへい）は、日本の漫画家。主に集英社のジャンプ系列誌でラブコメ・お色気要素の強い作品を発表している。

## 作品リスト
- E-ROBOT（『週刊少年ジャンプ』2014年52号 - 2015年12号連載、全2巻[2]）
- ラブラッシュ!（『週刊少年ジャンプ』2016年38号 - 50号連載、全2巻[1]）
- 早乙女姉妹は漫画のためなら!?（『少年ジャンプ+』2018年6月6日 - 2021年6月23日WEB連載[3]、全10巻)
- ひみつの真琴くん（『少年ジャンプGIGA』2022年AUTUMN[4]）

## エピソード
- 連載デビュー前の2011年から2012年ごろにかけて週刊少年ジャンプの懸賞コーナーの挿絵やミニ漫画を手がけていたことが確認できる[5][6]。